# Муснінкай
Муснінкай (лит. Musninkai, пол. Muśniki) — місто в південно-східній частині Литви, входить до складу Ширвінтського району Вільнюського повіту.
Це невелике містечко. У Муснікаї розташовані Троїцька церква разом з каплицею і дзвіницею, побудовані в 1861 році; середня школа (від 1988 року); музей, дитячий садок, будинок культури, бібліотека (заснована в 1937), німецьке військове кладовище, поштове відділення (LT-19017).

## Історія
У 1422 році Муснікай належав Радзивіллові Остиковичу. У той час і пізніше в районі Муснінкая з'являється ряд маєтків. Ними володіли Муснікаси, Місявічуси, Гедройці та інші дворянські родини — представники лінії Радзивіллів.
До 1522 року в Муснінкаї вже була церква, яка з 1554 до середини сімнадцятого століття належала Євангелістській реформаторській церкві. У 1856 церква була перебудована з використанням цегли. У церкві в XVII—XIX століттях періодично працював орган.
У 1785 і 1812 роках Муснінкай постраждав від пожеж.